# Binnenkanal (Klingnau)
Der Binnenkanal ist ein künstlich gebautes, fast fünf Kilometer langes Fliessgewässer im Schweizer Kanton Aargau und der letzte in einer grossen Reihe von Zuflüssen der Aare. Der Kanal dient als Entwässerungs- und Sammelkanal östlich des Klingnauer Stausees in den Gemeinden Döttingen und Klingnau sowie zur Hochwasserentlastung. Er erreicht im Naturschutzgebiet Giriz bei Koblenz die Aare, kurz bevor diese ihrerseits nach dem Lauf von 292 Kilometern in den Rhein mündet.
So wie der Binnenkanal bei Klingnau befindet sich auch auf der westlichen Seite des Stausees ein Drainagekanal mit dem Gewässernamen «Binnenkanal»: Der Gippinger Binnenkanal mündet etwa einen Kilometer oberhalb des Klingnauer Kanals von links in einen Altarm der Aare.

## Beschreibung
Bis zum Bau des Kraftwerks Klingnau mit dem Stausee von 1931 bis 1935 bildete das weite Flusstal der Aare bei Döttingen und Klingnau rechts vom Fluss und bei Leuggern und Gippingen auf der linken Seite eine ausgedehnte, natürliche Auenlandschaft, in der sich die Aare mit Verzweigungen und Altarmen dynamisch ausbreitete. Die Flusslandschaft veränderte sich bei Hochwasser immer wieder und wies mehrere grosse Kiesinseln, Schotterflächen, Feuchtgebiete und Auwälder auf. Die trockenen Stellen mit Sedimenten und Pioniervegetation trugen den Namen «Grien», ein Wort, das in der alemannischen Sprache auch als Bezeichnung für Kies üblich ist und im lokalen Dialekt «Grie» heisst. Weitere Flurnamen im flachen Aaretal sind mit dem Wort «Au» für Gebiete in der Flussaue gebildet, das auch im Ortsnamen «Klingnau» vorkommt. Am untersten Abschnitt der Aare und am Lauf des Klingnauer Binnenkanals finden sich Bezeichnungen wie «Fischergrien», «Beznau», «Im Grien», «Obere Au», «Schiffmühlegrien», «Umberau», «Machnau», «Girizgrien» und «(Gippinger) Grien».
Am Ende des 19. Jahrhunderts liess der Kanton Aargau den Lauf der Aare zum Schutz vor Hochwassern unterhalb von Böttstein an einigen Stellen mit Leitdämmen und Buhnen verbauen. Der Fluss wurde zum begradigten Kanal, und die Auengebiete und Seitenarme auf beiden Seiten verlandeten allmählich. Ein Bach am rechten Rand der Ebene sammelte – so wie heute der Binnenkanal – die vom Berggebiet östlich von Klingnau kommenden Quellbäche, die bei der Stadt eine Mühle und zwei Sägewerke antrieben, und floss weiter durch das Feuchtgebiet und mündete noch um 1900 östlich der Aare, also oberhalb von deren Mündung, in den Rhein.
Der in den 1930er Jahren gebaute Stausee ist mit hohen Seitendämmen und dem Stauwehr bei Gippingen von der umliegenden Landschaft getrennt. Der Seespiegel liegt mehrere Meter höher als die von den Binnenkanälen entwässerten flachen Auengebiete. Die neu angelegten Kanäle fliessen deshalb unterhalb des Kraftwerks in die Aare. Der Klingnauer Binnenkanal hat in der flachen Landschaft auf seinem Lauf ein Sohlgefälle von nur sieben Metern.
Der rechtsseitige Kanal beginnt im Ortszentrum von Döttingen nahe beim Kreisverkehr, an dem sich die Hauptstrasse 17 und die Abzweigung von der Hauptstrasse 5 treffen. Von der Aare, die an dieser Stelle nur etwa 200 Meter entfernt liegt, führt unter der Austrasse ein unterirdischer Durchlass zum Austritt am Kanalanfang, der bei Hochwasser den Stausee in den Binnenkanal entlastet. Mit Hilfe dieser Dole wird seit 2021 der Binnenkanal jährlich gespült, um die liegengebliebenen Sedimente zur Aare hin zu entfernen. Der Kanal führt im Wohnquartier «Obere Au» von Döttingen 200 Meter gegen Norden und erreicht dann schon das Gemeindegebiet von Klingnau. Er ist begleitet von der Binnenkanalstrasse und dann von der Kanalstrasse und wird im Siedlungsgebiet von zahlreichen Brücken überspannt; ein künstlerisches Objekt mit praktischer Funktion ist die 1981 vom Aargauer Künstler Bruno Weber gestaltete Schlangenbrücke beim Oberstufenschulhaus Schützematte. Über die Wege neben dem Kanal führt die Schweizer Velowanderroute 60 Koblenz–Steckborn. Der Achebergbach, der mit seinen Nebenbächen vom Berggebiet östlich von Klingnau herunterfliesst, mündet im Gewerbegebiet in den Kanal. Einen Kilometer nach dem Anfang liegt der Kanal direkt unterhalb der Altstadt von Klingnau und dem Schloss Klingnau und neben der Propstei Klingnau. Neben dem Kanalweg und dem Widenweg verläuft der Binnenkanal weiter gegen Nordwesten, wo sich an seinen Ufern die Badanstalt und die Kläranlage der Stadt Klingnau befinden.
Ausserhalb des Siedlungsgebiets führt der Kanalgraben in der Machnau (heute «Machme» genannt) an einem teilweise bewaldeten Sumpfgebiet vorbei, das als Rest eines ehemaligen Seitenarms der Aare erhalten geblieben ist und mehrere Weiher aufweist. Die Zone ist ein Schutzgebiet von Pro Natura. Bei der Ausführung des Programms Auenschutzpark Aargau wurde die Senke des einstigen Seitenarms ausgebaggert, um die Gewässer zu vergrössern, und 1996 entstand eine neue Fischtreppe von den Stillgewässern zum Binnenkanal, über welche die Fische wieder eine Verbindung zur Aare haben. Von der Machme an durchquert der Binnenkanal ein wertvolles Naturgebiet, das zu der international bedeutenden geschützten Landschaft am Klingnauer Stausee gehört. Der Altarm ist mit Einschluss des Kanals ein Bereich der «Auenreste Klingnauer Stausee», die im Bundesinventar der Auengebiete von nationaler Bedeutung verzeichnet sind; die Fläche gehört ausserdem zum Landschaftsschutzgebiet «Aarelandschaft bei Klingnau» im Bundesinventar der Landschaften und Naturdenkmäler von nationaler Bedeutung und zum international bedeutenden, auch von der Ramsar-Konvention geschützten Wasser- und Zugvogelreservat «Klingnauerstausee».
In der Unteren Au bei Klingnau fliesst der Binnenkanal durch eine Zone, die intensiv landwirtschaftlich genutzt wird, und erreicht danach die nähere Umgebung des Kraftwerks Klingnau. Am Ende des rechtsufrigen Leitdamms neben dem Stausee mündet der Sickerwasserkanal, der von Döttigen an direkt neben dem äusseren Dammfuss verläuft, in den Binnenkanal. Dieser führt unter der Brücke der Kraftwerkstrasse hindurch und kommt danach in das Gebiet «Magdalenegrie». Nun in der Gemeinde Koblenz, führt er unter dem Bahndamm der Eisenbahnstrecke Koblenz–Stein-Säckingen hindurch und durchquert das bewaldete Naturschutzgebiet «Giriz», das ein kantonales Waldreservat sowie ein national bedeutendes Amphibienlaichgebiet ist und ebenfalls zum geschützten Auengebiet und Vogelschutzgebiet am Klingnauer Stausee gehört.
Im Auwald des Giriz ist der Graben des Binnenkanals mehrere Meter in die Schotterfläche eingetieft. Das Gewässer ist auf der letzten Strecke genügend breit und tief, dass es von der Mündung in die Aare aus mit kleinen Booten befahren werden kann. So richtete der 1880 gegründete Pontonierfahrverein von Klingnau dort die Anlegestelle ein, weil er nach dem Bau des Kraftwerks Klingnau auf das neue Trainingsgelände im untersten Aareabschnitt ausweichen musste.

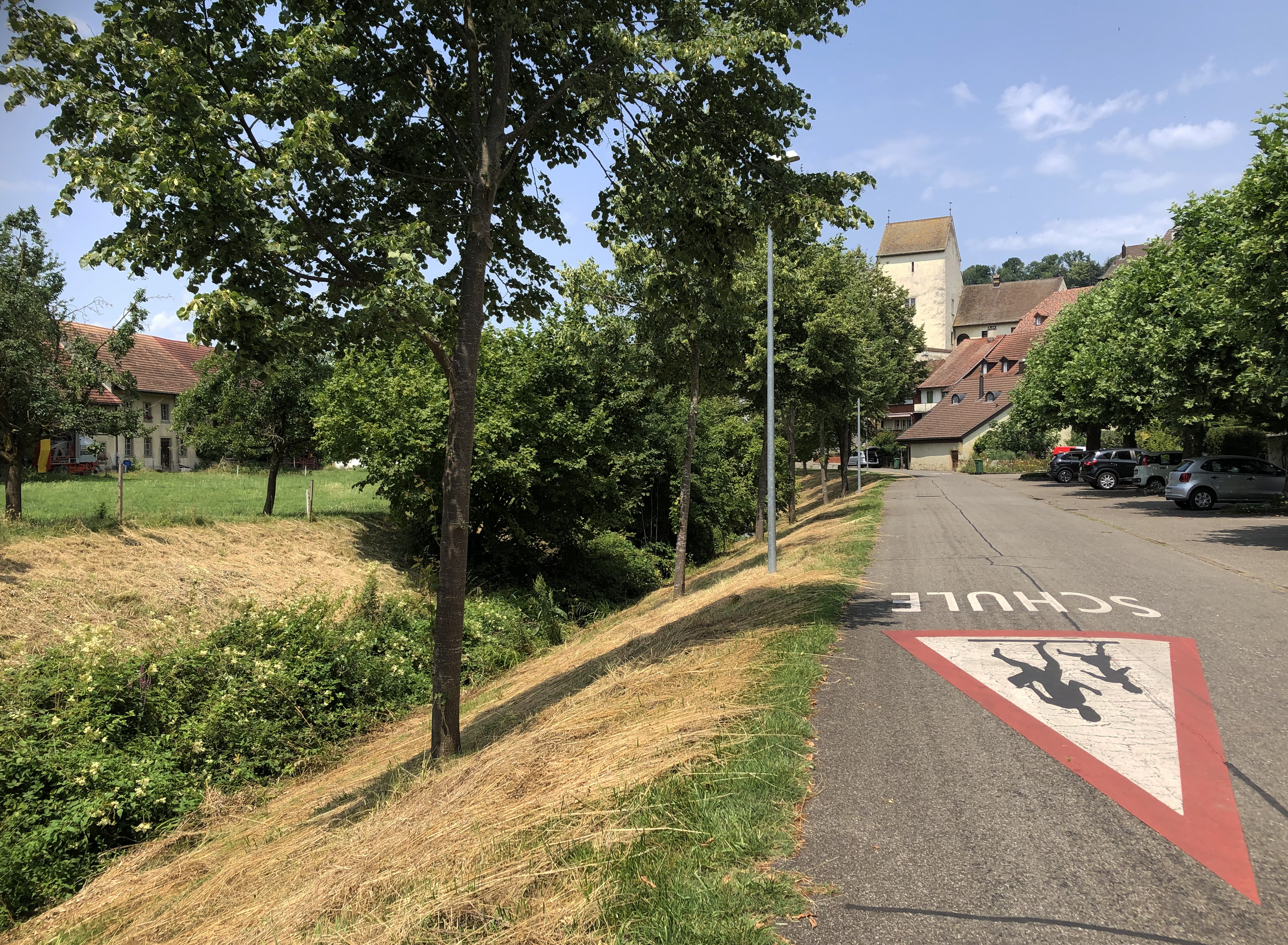
Der Binnenkanal bei der Altstadt von Klingnau
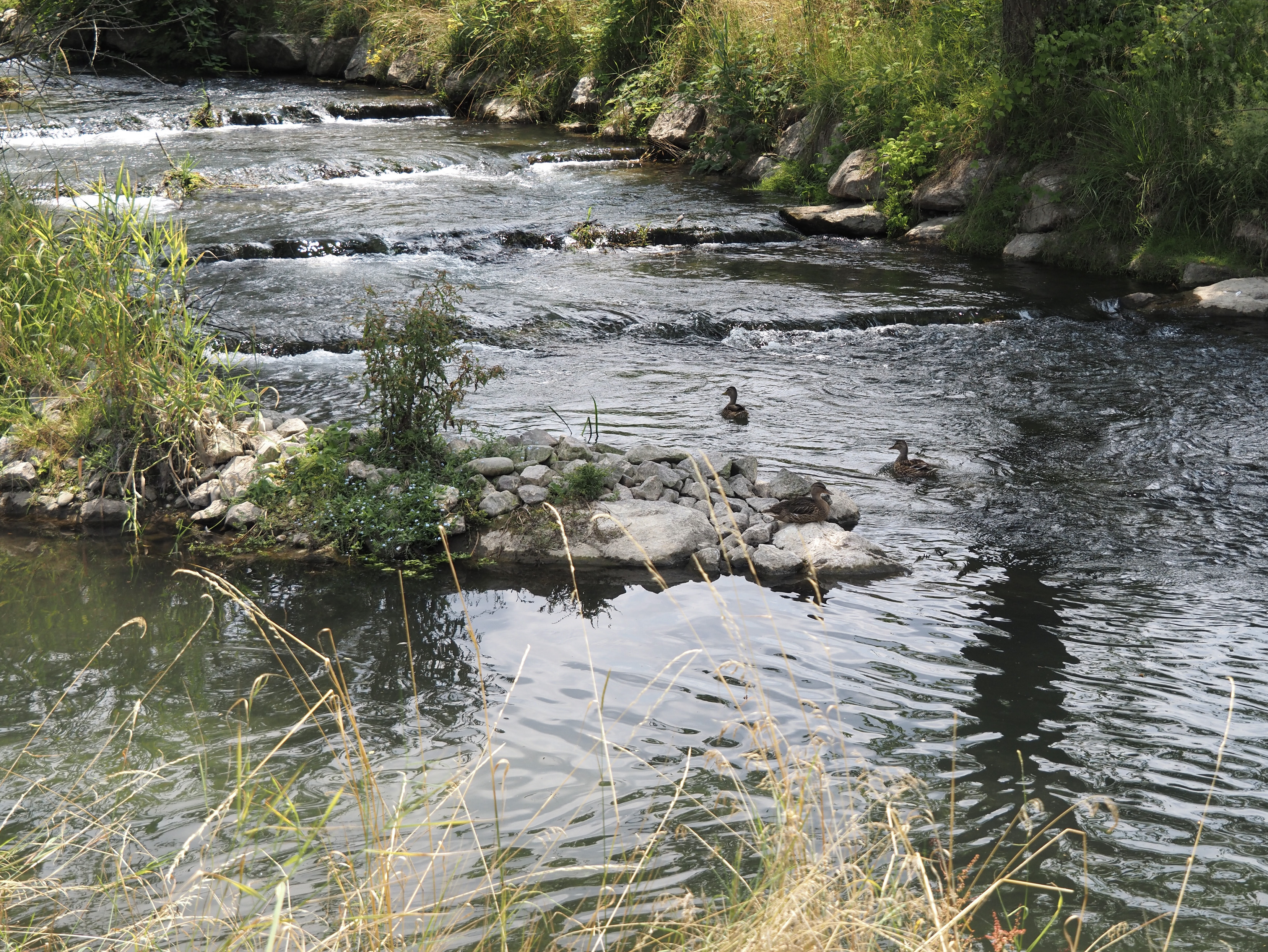
Mündung des Sickerwasserkanals (oben) in den Binnenkanal (unten links)
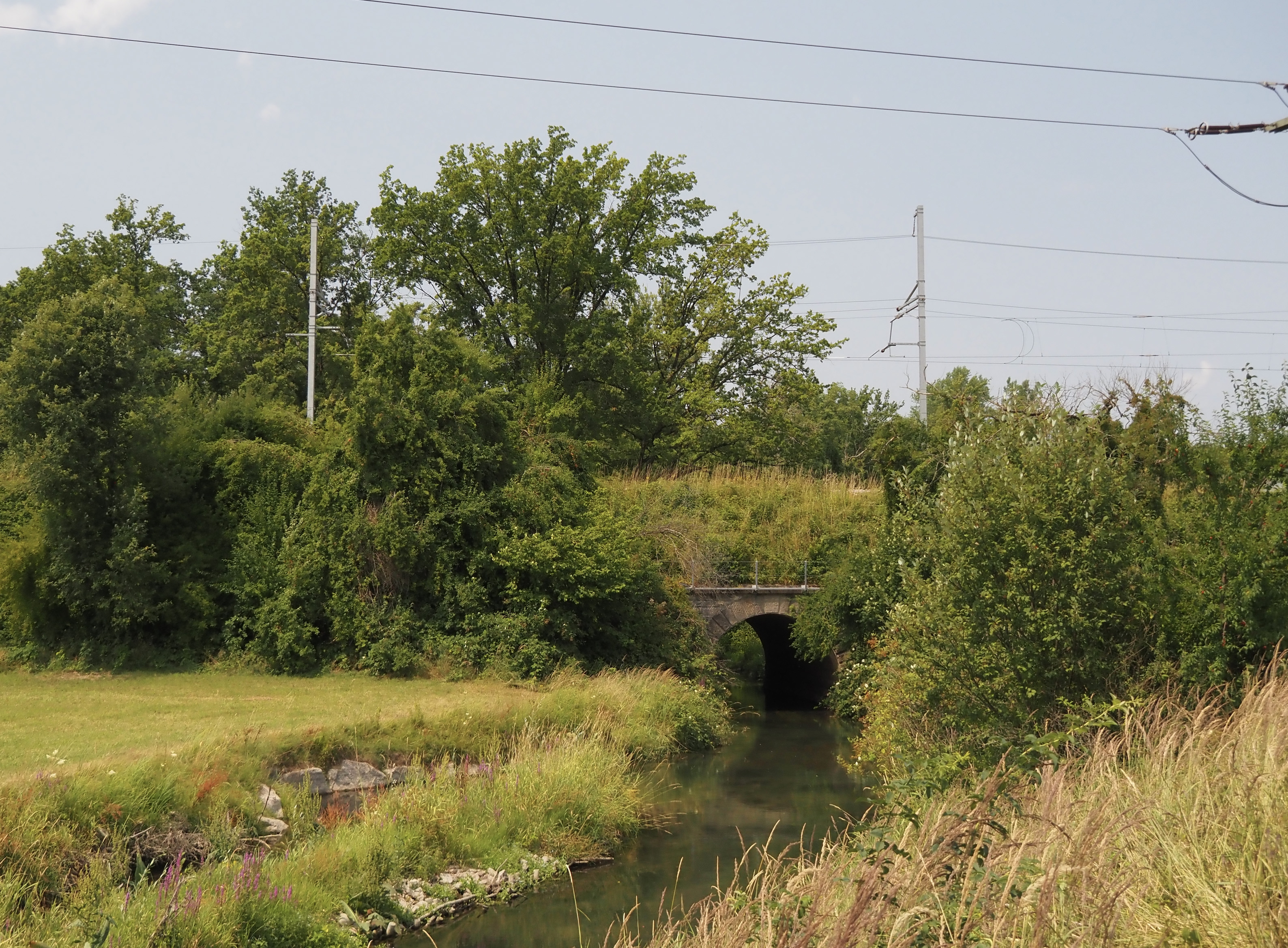
Eisenbahnbrücke im Magdalenegrie

## Zuflüsse
- Steighäulibach (rechts)
- Zelglirai (rechts)
- Sickerwasserkanal (links)